# Сју Јухуа
Сју Јухуа (кин: 许昱华/許昱華; Јихнуа, Џеђанг, 29. октобар 1976) је кинеска шахистикиња и велемајстор од јануара 2006. На рејтинг листи ФИДЕ има 2500 бодова и налази се на дванаестом месту најбоље рангираних шахисткиња на свету. 
Сју Јухуa (кин: 许昱华/許昱華; је 25. марта 2006. освојила титулу светске шампионке у шаху, победивши интернационалног мајстора Алису Гаљамову из Русије са освојених 2½ поена у трећој партији у мечу од четири партије.